# そらのレストラン
『そらのレストラン』は、2019年1月25日に公開された日本映画。
『しあわせのパン』『ぶどうのなみだ』に続く大泉洋主演の北海道企画の第三弾で、本作ではチーズ工房を経営する酪農家が1日限りのレストランを開くまでの奮闘記を描いている。前2作は三島有紀子が監督を務めたが、本作では深川栄洋が務めている。

## 概要
撮影は2017年9月から2018年1月にかけて、映画の舞台でもある北海道のせたな町で行われた。せたな町で実際に循環農業に取り組む農業ユニット「やまの会」が映画のモデルになっている。
2019年のアメリカのソノマ国際映画祭にて、日本映画としては初となる外国映画最優秀審査員賞を受賞した。また、第67回サン・セバスティアン国際映画祭 カリナリー部門（食部門）に正式出品され、主演の大泉洋と企画・製作の伊藤亜由美が舞台あいさつを行った。
鈴井貴之は、鈴井が会長も務める所属事務所CREATIVE OFFICE CUEの社長であり、元妻でもあるプロデューサーの伊藤亜由美からのオファーにより、ノーギャラで友情出演した。

## あらすじ
北海道の海辺に位置する“せたな町”で乳牛の牧場を営む設楽亘理は妻と娘、そして自然と食を愛する仕事仲間に囲まれ幸せに暮らしていた。自分の牧場の牛乳でおいしいチーズを作ることが亘理の夢で、チーズ工房も持っているが、師匠である大谷には遠く及ばず、仲間たちにもチーズを食べさせていなかった。
そんなとき、札幌から有名レストランのシェフが“せたな町”にやって来る。自分たちの作った食材が見事な料理に生まれ変わった事に触発され、亘理は“せたな”の食材のおいしさを町の人々にアピールしようと1日限りのレストランを開くことを思いつく。無農薬の食材と亘理たちの人柄に惚れ込んだシェフも協力を約束した。
レストランに師匠のチーズを使わせて欲しいと大谷に頼み込む亘理。会場探しやメニュー選びの傍ら、自らもチーズ作りに励む亘理だが、ある日、大谷が工房で倒れ帰らぬ人となってしまった。妻の佐弥子は札幌の親戚を頼って牧場は閉じられ、レストランも中止となった。落ち込んで目標を見失い、自分も廃業すると言い出す亘理。
佐弥子の転居後に、仲間たちに促されて片付けられた大谷のチーズ工房に入る亘理。そこには、亘理が初めて大谷に牛乳を届けた10年前の日付けのチーズが一つだけ残されていた。弟子入りを頼み、大谷に「自分のチーズを作れ」と言われたことを思い出す亘理。チーズを食べて「美味い」と呟いた亘理は、仲間たちの前で牧場とチーズ作りを続けると誓った。
“せたな町”の海を見晴らす草原で、改めて佐弥子や親しい人々を招き、『そらのレストラン』を開く亘理たち。自分の提供した食材について次々と語る仲間たち。そして最後に供されたのは、亘理のチーズと大谷のチーズを仲間たち全員の食材にかけた料理だった。

## キャスト
- 設楽亘理：大泉洋
- 設楽こと絵：本上まなみ
- 神戸陽太郎：岡田将生
- 石村甲介：マキタスポーツ
- 富永芳樹：高橋努
- 野添隆史：石崎ひゅーい
- 朝田一行：眞島秀和
- 石村美智：安藤玉恵
- 設楽潮莉：庄野凛
- 稲熊：鈴井貴之（友情出演）
- 大谷佐弥子：風吹ジュン
- 大谷雄二：小日向文世

## スタッフ
- 監督・脚本：深川栄洋
- 脚本：土城温美
- 音楽：平井真美子
- 主題歌：スカート「君がいるなら」（PONY CANYON）
- 挿入歌：世武裕子「Bradford」（PONY CANYON）、スカート「花束にかえて」（PONY CANYON）
- 企画・製作：伊藤亜由美
- 製作：伊藤亜由美、三宅容介、畠中達郎、太田和宏、佐野真之、井上肇、小島紳次郎、村井俊朗、樋泉実、渡辺章仁、広瀬兼三、木村博史
- プロデュース：森谷雄
- 共同企画：岩浪泰幸
- プロデューサー：大﨑紀昌、北崎千鶴、森本友里恵
- 撮影：板倉陽子
- 美術：金勝浩一
- 照明：緑川雅範
- 録音：鶴巻仁
- 編集：坂東直哉
- 装飾：柴田博英
- スタイリスト：浜井貴子
- ヘアメイク：竹下フミ、諸橋みゆき
- フードスタイリスト：齋藤亜希
- フードアドバイザー：塚田宏幸
- VFX：本田貴雄
- 音響効果：松浦大樹
- 助監督：佐野友秀
- 制作担当：間口彰
- ラインプロデューサー：毛利達也
- 協賛：ホクレン、北洋銀行、JR北海道、JTB
- 配給：東京テアトル
- 製作プロダクション：アットムービー
- 企画：クリエイティブオフィスキュー
- 製作：『そらのレストラン』製作委員会（クリエイティブオフィスキュー、ポニーキャニオン、アミューズ、東京テアトル、アスミック・エース、アットムービー、パルコ、ウエス、北海道アルバイト情報社、北海道テレビ放送、ローソンエンタテインメント、北海道新聞社、AIR-G'エフエム北海道）

## 小説
PARCO出版よりノベライズが発売された。
- そらのレストラン（2018年10月31日、脚本：土城温美・深川栄洋、ノベライズ：百瀬しのぶ）ISBN 978-4-86506-282-3